# أنطونيو إمباساي
أنطونيو إمباساي (من مواليد 12 مارس 1948) سياسي برازيلي ومهندس كهرباء، وحاكم باهيا السابق وعمدة سلفادور السابق.
انتخب نائبًا فيدراليًا من قبل الحزب الديمقراطي الاجتماعي البرازيلي، واختير دا سيلفا زعيمًا للحزب في مجلس النواب في ديسمبر 2015 وتولى منصبه في 2 فبراير 2016. في ديسمبر من نفس العام تم اختيار إمباساي لمنصب سكرتير الحكومة ليحل محل جيديل فييرا ليما. استقال في 8 ديسمبر 2017 أي قبل يوم واحد من انعقاد المؤتمر الوطني لمجلس تنمية القطاع الخاص، والذي أقر رسميًا خروجها من الحكومة.